# 科沃兹 (阿拉巴马州)
科沃兹（英文：Cowarts），是美国阿拉巴马州下属的一座城市。面积约为7.25平方英里（约合18.78平方公里）。根据2010年美国人口普查，该市有人口1,871人，人口密度为258.07/平方英里（约合99.63/平方公里）。